# Mugueta
Mugueta (Mugeta en euskera y cooficialmente) es una entidad de población española del municipio de Lónguida, perteneciente a la Comunidad Foral de Navarra.

## Historia
Hacia mediados del siglo XIX, el lugar, ya por entonces perteneciente a Lónguida, tenía contabilizada una población de 100 habitantes. Aparece descrito en el undécimo volumen del Diccionario geográfico-estadístico-histórico de España y sus posesiones de Ultramar de Pascual Madoz con las siguientes palabras:

MUGUETA: l. del ayunt. y valle de Longuida, en la prov. y c. g. de Navarra, part. jud. de Aoiz (1 1/2 leg,), aud. terr. y dióc. de Pamplona (6 1/2): sit. en llano con vertientes al E.; clima templado, le combaten los vientos N. y S., y se padecen inflamaciones y catarros. Tiene 4 casas, los niños de este pueblo concurren á la escuela de Artajo, por convenio particular entre ambos vecindarios; hay igl. parr. de entrada con la advocacion de San Martin, servida por abad de provision del pueblo, y cementerio contiguo á la misma. El térm., que se estiende de N. á S. 3/4 de leg. y 1/2 de E. á O., confina N. Ozcoidi; E. Sansoain; S. Artajo, y O. Uli-bajo; y comprende dentro de su circunferencia los desp. de Argaiz y Mondela un monte poblado de robles y encinas, un pequeño soto, y abundancia de pastos para ganado lanar. EL terreno, aunque secano, es productivo; le atravies por junto á las casas un riach. que va á morir en el Irati, en térm. de Artajo. caminos: los que conducen al valle de Urraul y Pamplona, en mediano estado. El correo: se recibe de Aoiz. prod.: trigo, avena, cebada, vino, maiz y patatas; cria de ganado lanar y vacuno; caza de perdices y liebres. ind.: ademas de la agricultura y ganadería hay un molino harinero. pobl.: 5 vec., 32 alm. contr.: con el valle. (V.)
(Madoz, 1848, pp. 674-675)

En 2022, no tenía empadronado ningún habitante.